# Вупі Голдберг
Вупі Голдберг (англ. Whoopi Goldberg; справжнє ім'я Карін Джонсон. нар. 13 листопада 1955, Нью-Йорк, США) — американська акторка, співачка, продюсерка, феміністка. Найбільш відома своїми ролями у фільмах «Барва пурпурова», «Джек-стрибунець», «Привид» (премія «Оскар»), «Сестро, дій» та інших. Одна з небагатьох професійних акторів, хто має всі чотири головні мистецькі премії США: «Тоні», «Еммі», «Греммі» та «Оскар».

## Життєпис
Карін Джонсон народилася в чорному кварталі Нью-Йорка.
Прізвисько Вупі отримала завдяки здібності голосно пускати гази (англ. whoopee cushion — «подушечка-пердушечка»). Прізвище Голдберг взяла від єврейської половини родини.
В 1960-тих всією душею зустріла молодіжну революцію. Після бурхливого захоплення хіппі жила на допомогу з безробіття, намагаючись позбавитися від наркотичної залежності. Щоб заробити на життя, працювала в моргу, гримуючи покійних.
Вупі Голдберг тричі одружувалась і має доньку:
- Елвін Мартін (1973—1979), донька Олександра.
- фотограф Девід Кассен (1986—1988),
- Лайл Трахтенберг (1994—1995), проте зізналася, що вступала до шлюбу тільки для того, щоб відчувати себе «нормальною», і не любила жодного зі своїх чоловіків[джерело?]. Акторці приписують кілька романів (Френк Ланджелла, Тед Денсон, Тімоті Далтон, Едді Голд).

## Кар'єра
Вже у вісім років грала в спектаклях дитячого театру Елен Рубінштейн.
У 70-ті природжена акторка перебиралася з театру в театр, підробляючи в Сан-Дієго та Сан-Франциско. Гастролювала з різними трупами по США та Європі.
Відомою Вупі Голдберг стала після власного «Шоу привида», де зіграла одразу шість різних персонажок — від жебрачки до мільйонерки.
Після чого Голдберг завойовує успіх на телебаченні передачею «Комічна допомога», що тривала п'ять років і була відновлена роки потому, коли Голдберг вже прославилася в кіно.
У 1985 Голдберг дізналась, що її улюблений роман «Барва пурпурова» вирішив екранізувати Стівен Спілберг, і написала лист авторці роману Еліс Вокер з проханням про роль. Головна роль афроамериканки, що еволюціонує від домогосподарки, що потерпає від сімейного насильства, до рішучої жінки, що позбавляється диктату чоловіка, зробила Голдберг знаменитою — номінація на «Оскар» і премія «Золотий глобус» стали вінцем нелегкого шляху на екран. Фільм здобув широку популярність і суспільний резонанс.
Завоювання ж «Оскару», премії «Сатурн» та другого «Золотого глобуса» Голдберг принесла комедійна роль — екстрасенски Оди Мей Браун у метафізичній мелодрамі Джеррі Цукера «Привид» (1990). Вупі Голдберг стала другою після Гетті Мак-Денієл афроамериканською акторкою, яка отримала премію «Оскар» і теж за найкращу жіночу роль другого плану.
Чудо перевтілення Голдберг у фільмі «Привид» можна оцінити особливо виразно у порівнянні з її попередньою роллю — бездомної, що помирає від пухлини мозку, в роуд-муві Андрія Кончаловського «Гомер і Едді». Цей фільм отримав Гран-прі МКФ у Сан-Себастьяні (1989).
1994 року Вупі Голдберг стала першою афроамериканською ведучою церемонії вручення премії «Оскар». Також була ведучою в 1996, 1999 і 2002 роках.
2001 року отримала зірку на Голлівудській алеї слави.

### Фільмографія
| Рік  | Назва українською                                 | Назва мовою оригіналу                                                                | Роль (ролі)                               |
| 1982 | Громадянин                                        | Citizen                                                                              |                                           |
| 1985 | Надсекретний соус доктора Дака                    | Doctor Duck's Super Secret All-Purpose Sauce                                         |                                           |
| 1985 | Барва пурпурова                                   | The Color Purple                                                                     | Селія                                     |
| 1986 | Детективне агентство «Місячне світло»             | «Moonlighting» (TV episode)                                                          | Камілла Бренд                             |
| 1986 | Джек-стрибунець                                   | Jumpin' Jack Flash                                                                   | Террі Дуліттл                             |
| 1987 | Злодійка                                          | Burglar                                                                              | Берніс «Берні» Роденбарр                  |
| 1987 | Смертельна красуня                                | Fatal Beauty                                                                         | Рита Ріццолі                              |
| 1988 | Вупі Голдберг: Фонтан                             | Whoopi Goldberg: Fontaine… Why Am I Straight (TV)                                    | Фонтейн                                   |
| 1988 | Телефон                                           | The Telephone                                                                        | Вашті Блу                                 |
| 1988 | Серце Клари                                       | Clara 's Heart                                                                       | Клара Мейфілд                             |
| 1989 | Коміки                                            | Comicitis (короткометражний)                                                         |                                           |
| 1989 | Школа руйнування                                  | «CBS Schoolbreak Special» (TV Episode — My Past Is My Own)                           | Марія Джонстон                            |
| 1989 | Поцілуночок                                       | Kiss Shot (TV)                                                                       | Сара Коллінз                              |
| 1989 | Гомер і Едді                                      | Homer and Eddie                                                                      | Едді Черви                                |
| 1990 | Байки від Вуп                                     | Tales from the Whoop: Hot Rod Браун"-- Class Clown (TV)                              |                                           |
| 1990 | Привид                                            | Ghost                                                                                | Ода Мей Браун                             |
| 1990 | Кафе «Багдад»                                     | «Bagdad Cafe» (TV Series)                                                            | Бренда                                    |
| 1990 | Довгий шлях пішки додому                          | The Long Walk Home                                                                   | Одеса Коттер                              |
| 1991 | Політ зозулі                                      | Blackbird Fly (короткометражний)                                                     |                                           |
| 1991 | Жіночий гумор                                     | Wisecracks (документальний)                                                          | Вупі Голдберг                             |
| 1991 | Велика піна                                       | Soapdish                                                                             | Розі Шварц                                |
| 1991 | Капітан Планета та планетяни                      | «Captain Planet and the Planeteers» (TV Episode: Mind Pollution)                     | Гайа (озвучування)                        |
| 1991 | Різні світи                                       | «A Different World» (TV Episode: If I Should Die Before I Wake)                      | Доктор Джордан                            |
| 1991 | Байки зі склепу-1. Епізод «Смертельна очікування» | «Tales from the Crypt» (TV Episode: Dead Wait)                                       | Пелиго — Вупі Голдберг                    |
| 1992 | Захисники Динатрона                               | Defenders of Dynatron City (TV)                                                      | Міс Мегаватт (озвучування)                |
| 1992 | Гравець                                           | The Player                                                                           | Детектив Сюзан Евері                      |
| 1992 | Сестро, дій                                       | Sister Act                                                                           | Делоріс Ван Картьє — Сестра Мері Клеренс  |
| 1992 | Чарівний світ Чака Джонса                         | Magical World of Chuck Джонс, The (документальний)                                   | Вупі Голдберг                             |
| 1992 | Сарафіна!                                         | Sarafina!                                                                            | Мері Масембуко                            |
| 1993 | Голяка у Нью-Йорку                                | Naked in New York                                                                    | Трагічна маска                            |
| 1993 | Заряджена зброя                                   | Loaded Weapon 1                                                                      | Сержант Біллі Йорк                        |
| 1993 | Зоряний шлях                                      | «Star Trek: The Next Generation» (28 TV episodes, 1988—1993)                         | Гайнан                                    |
| 1993 | Зроблено в Америці                                | Made in America                                                                      | Сара Метьюз                               |
| 1993 | Дій, сестро 2: Знову за старе                     | Sister Act 2: Back in the Habit                                                      | Делоріс Ван Картьє — сестра Мері Клеренс  |
| 1994 | Мороз, як у те Різдво                             | A Cool Like That Christmas (TV)                                                      | Мама — Ірвін                              |
| 1994 | Король Лев                                        | The Lion King                                                                        | Гієна Шензі (озвучування)                 |
| 1994 | Маленькі негідники                                | The Little Rascals                                                                   | Мама Бакуіта                              |
| 1994 | Корріна, Корріна                                  | Corrina, Corrina                                                                     | Корріна Вашингтон                         |
| 1994 | Зоряний шлях: Покоління                           | Star Trek: Generations                                                               | Гайнан (у титрах не позначена)            |
| 1994 | Володар сторінок                                  | The Pagemaster                                                                       | Фентезі                                   |
| 1995 | Сонячні хлопчики                                  | The Sunshine Boys (1995) (TV)                                                        | Медсестра (у титрах не позначена)         |
| 1995 | І жили вони щасливо: Казки для всіх дітей         | «Happily Івr After: Fairy Tales for Івry Child» (TV Series)                          |                                           |
| 1995 | Хлопці побоку                                     | Boys on the Side                                                                     | Джейн Де Лука                             |
| 1995 | Місячне сяйво і Валентино                         | Moonlight and Valentino (TV)                                                         | Сільвія Морроу                            |
| 1995 | Теодор Рекс                                       | Theodore Rex                                                                         | Кеті Колтрейн — Т. Рекс                   |
| 1996 | Едді                                              | Eddie                                                                                | Едвіна Френклін на прізвисько «Едді»      |
| 1996 | Кривавий бордель                                  | Bordello of Blood                                                                    | Пацієнтка лікарні (у титрах не позначена) |
| 1996 | Богус                                             | Bogus                                                                                | Гаррієт Френклін                          |
| 1996 | Компаньйон                                        | The Associate                                                                        | Лорел Ерйес                               |
| 1996 | Привиди Міссісіпі                                 | Ghosts of Mississippi                                                                | Мирлі Еверс                               |
| 1997 | Різдвяна пісня                                    | A Christmas Carol (1997)                                                             | Дух справжнього Різдва (озвучування)      |
| 1997 | У справу вступає Трейсі                           | «Tracey Takes On…» (TV episode: Supernatural)                                        | Голос Господа                             |
| 1997 | У сутінках                                        | In the Gloaming                                                                      | сестра Майма                              |
| 1997 | Світ за очі                                       | Destination Anywhere                                                                 | Кеббі                                     |
| 1997 | Матінка Гуска                                     | Mother Goose: A Rappin' and Rhymin' Special (TV)                                     | Матінка Гусберг                           |
| 1997 | Попелюшка                                         | Cinderella (TV)                                                                      | Королева Костянтина                       |
| 1998 | Алегрія                                           | Alegría                                                                              | Клоун                                     |
| 1998 | Тайт                                              | Titey (1998)                                                                         | Айсберг                                   |
| 1998 | Палай, Голлівуде, палай                           | An Alan Smithee Film: Burn Hollywood Burn (1998)                                     | камео                                     |
| 1998 | СМЕП                                              | «Smap x Smap» (TV Episode)                                                           | Гість до обіду                            |
| 1998 | Няня                                              | The Nanny (TV series)                                                                | Една                                      |
| 1998 | Захоплення Стели                                  | How Stella Got Her Groove Back                                                       | Делаїних Ебрахем                          |
| 1998 | Олень Рудольф                                     | Rudolph the Red-Nosed Reindeer: The Movie                                            | Стормелла, Зла Снігова Королева           |
| 1998 | Лицар Камелота                                    | A Knight in Camelot                                                                  | Доктор Вів'єн Морган                      |
| 1998 | Карапузи                                          | The Rugrats Movie                                                                    | Маргарет (озвучування)                    |
| 1999 | Наш друг, Мартін                                  | Our Friend, Martin                                                                   | Місіс Пек (озвучування)                   |
| 1999 | Аліса в країні чудес                              | Alice in Wonderland (TV)                                                             | Чеширський кіт                            |
| 1999 | Джекі повертається!                               | Jackie's Back! (TV series: «Nurse Ethyl Washington Rue Owen»                         | Сестра Джекі                              |
| 1999 | У безодні океану                                  | The Deep End of the Ocean (1999)                                                     | Кенді Блісс                               |
| 1999 | Приборкувачі лисиць                               | «Foxbusters» (1999) (TV Series)                                                      |                                           |
| 1999 | Країна фей                                        | The Magical Legend of the Leprechauns (TV)                                           | Велика Банші                              |
| 1999 | Перерване життя                                   | Girl, Interrupted                                                                    | Валерія Оунс                              |
| 2000 | Пригоди Роккі та Буллвінкля                       | The Adventures of Rocky & Bullwinkle                                                 | Суддя                                     |
| 2000 | Другий шанс                                       | A Second Chance at Life                                                              | Голос диктора                             |
| 2000 | Вхід та вихід                                     | In and Out                                                                           |                                           |
| 2000 | Кістки та собаки                                  | More Dogs Than Bones                                                                 | Клео                                      |
| 2000 | Сильні ліки                                       | «Strong Medicine» (4 TV episodes)                                                    | доктор Лідія Емерсон                      |
| 2001 | Золоті мрії                                       | Golden Dreams                                                                        | Калафі, королева                          |
| 2001 | Застава сімейного щастя                           | What Makes a Family (TV)                                                             | Террі Харрісон                            |
| 2001 | На тому світі                                     | Kingdom Come                                                                         | Рейнелл Слокамб                           |
| 2001 | Мавпяча кістка                                    | Monkeybone                                                                           | Смерть                                    |
| 2001 | Щурячі перегони                                   | Rat Race                                                                             | Віра Бейкер                               |
| 2001 | Знак Голлівуду                                    | The Hollywood Sign                                                                   | камео                                     |
| 2001 | Приз Марка Твена: Вупі Голдберг                   | The Mark Twain Prize: Whoopi Goldberg (TV)                                           | Вупі Голдберг                             |
| 2001 | Клич мене Санта-Клаус                             | Call Me Claus (TV)                                                                   | Люсі Калінс                               |
| 2001 | Діти свободи                                      | «Liberty's Kids: Est. 1776» (TV Series)                                              | Дебра Самсон                              |
| 2002 | Моя чарівна Мадлен                                | Madeline: My Fair Madeline (TV)                                                      | Міс Клевел (озвучування)                  |
| 2002 | Лялькова Різдвяна історія                         | It's a Very Merry Muppet Christmas Movie (TV)                                        | Шеф Даніеля                               |
| 2002 | Зоряний шлях: Відплата                            | Star Trek: Nemesis                                                                   | Гайнан                                    |
| 2002 | Ще за однією                                      | Absolutely Fabulous (TV series)                                                      | Голді                                     |
| 2003 | Добрі сусіди                                      | Good Fences (TV)                                                                     | Мейбл Спейдер                             |
| 2003 | Близзард                                          | Blizzard                                                                             | Голос Близзард                            |
| 2004 | Літтлберг                                         | Littleburg (TV series)                                                               | Мер Вупі                                  |
| 2004 | Король Лев 3                                      | Lion King 3: Hakuna Matata                                                           | Гієна Шензі                               |
| 2004 | Вупі                                              | Whoopi (TV — 15 серій)                                                               | Мевіс Рей                                 |
| 2004 | Піноккіо 3000                                     | Pinocchio 3000                                                                       | Кіберіна                                  |
| 2005 | Скажені скачки                                    | Racing Stripes                                                                       | Голос Франні                              |
| 2005 | Чарівна пригода                                   | The Magic Roundabout                                                                 | Ермінтруда                                |
| 2005 | Вупі: знову на Бродвеї. 20 річниця                | Whoopi: Back to Broadway — The 20th Anniversary (TV)                                 | Вупі Голдберг                             |
| 2005 | Ведмідь у Великому синьому будинку                | Bear in the Big Blue House (TV series: The Great Bandini)                            | Великий Бандіні                           |
| 2005 | Аристократи                                       | The Aristocrats                                                                      | камео                                     |
| 2006 | Місто Гріхів                                      | «Sin City Spectacular» (1 episode)                                                   |                                           |
| 2006 | Фарс пінгвінів                                    | Farce of the Penguins                                                                | Елен                                      |
| 2006 | Дугал                                             | Doogal                                                                               | Ермінтруда                                |
| 2006 | Закон і порядок                                   | Law & Order: Criminal Intent (TV series: «To the Bone»)                              | Чеслі Уоткінс                             |
| 2006 | Переможець                                        | Івryone's Hero                                                                       | Голос Дарлін                              |
| 2006 | Всі ненавидять Кріса                              | Івrybody Hates Chris (TV series: «Івrybody Hates a Liar», «Івrybody Hates Rejection» | Луїза                                     |
| 2007 | Знати б, що я геній                               | If I Had Known I Was a Genius                                                        | Мама                                      |
| 2009 | Медея у в'язниці                                  | Madea Goes to Jail                                                                   | Вупі                                      |
| 2010 | Історія іграшок 3                                 | Toy Story 3                                                                          | Стретч (озвучування)                      |
| 2010 | Пісні про кохання                                 | For Colored Girls                                                                    | Еліс                                      |
| 2011 | Головне – не боятися!                             | A Little Bit of Heaven                                                               | Камео                                     |
| 2012 | Хор                                               | Glee                                                                                 | Кармен Тібідо                             |
| 2012 | Парк авеню, 666                                   | 666 Park Ave                                                                         | Маріз Елдер                               |
| 2013 | Одного разу в країні чудес                        | Once Upon A Time In Wonderland                                                       | голос Місіс Білий кролик                  |
| 2014 | Підлітки-мутанти черепашки-ніндзя                 | Teenage Mutant Ninja Turtles                                                         | Бернадетт Томпсон                         |
| 2018 | Робін Вільямс: Зазирни в мою душу                 | Robin Williams: Come Inside My Mind                                                  | у ролі самої себе                         |

## Нагороди та номінації
| Нагорода                          | Рік  | Категорія                                 | Робота          | Результат |
| --------------------------------- | ---- | ----------------------------------------- | --------------- | --------- |
| Оскар                             | 1986 | Найкраща жіноча роль                      | Барва пурпурова | Номінація |
| Оскар                             | 1991 | Найкраща жіноча роль другого плану        | Привид          | Перемога  |
| BAFTA Film Awards                 | 1991 | Найкраща жіноча роль другого плану        | Привид          | Перемога  |
| Золотий глобус                    | 1986 | Найкраща жіноча роль — драма              | Барва пурпурова | Перемога  |
| Золотий глобус                    | 1991 | Найкраща жіноча роль другого плану        | Привид          | Перемога  |
| Золотий глобус                    | 1993 | Найкраща жіноча роль — комедія або мюзикл | Сестро, дій     | Номінація |
| Національна рада кінокритиків США | 1985 | Найкраща жіноча роль                      | Барва пурпурова | Перемога  |

## Громадська діяльність
1 квітня 2010 року Вупі Голдберг приєдналася до Сінді Лаупер у запуску її кампанії, покликаної викликати ширшу обізнаність про дискримінацію ЛГБТ-спільноти та закликати гетеросексуальних людей об'єднатися зі спільнотами геїв, лесбійок, бісексуальних та транссексуальних людей. В кампанії також брали участь Джейсон Мрез, Елтон Джон, Джудіт Лайт, Синтія Ніксон, Кім Кардаш'ян, Клей Ейкен, Шерон Осборн та Келлі Осборн.